# Calathea leopardina
Calathea leopardina är en strimbladsväxtart som först beskrevs av William Bull, och fick sitt nu gällande namn av Eduard August von Regel. Calathea leopardina ingår i släktet Calathea och familjen strimbladsväxter. Inga underarter finns listade.